# Лазарєвські казарми
Лазарєвські казарми — комплекс із дев'яти будівель (вісім триповерхових і одна двоповерхова), розташованих на Корабельній стороні Севастополя (нині вулиця Героїв Севастополя, 7), на піднесеному плато. Побудовані в кінці 1830-х — початку 1840-х років при адміралі М. П. Лазарєві. Пам'ятка архітектури та історії. Автор проекту — англієць на російській службі інженер-підполковник (потім полковник) І. І. (Джон) Уптон.
Казарми призначалися для розміщення шести тисяч осіб, моряків флотських екіпажів бойових суден, що базуються в Південній, Корабельній та інших бухтах Севастополя.

## Історія
Перед будівництвом казарм і спорудженням Адміралтейства зрили верхню частину пагорба і вирівняли майданчик. Ґрунт використовували для засипання озера в кінці Південної бухти, де утворився Пересип. На цьому місці в даний час знаходиться залізничний вокзал.

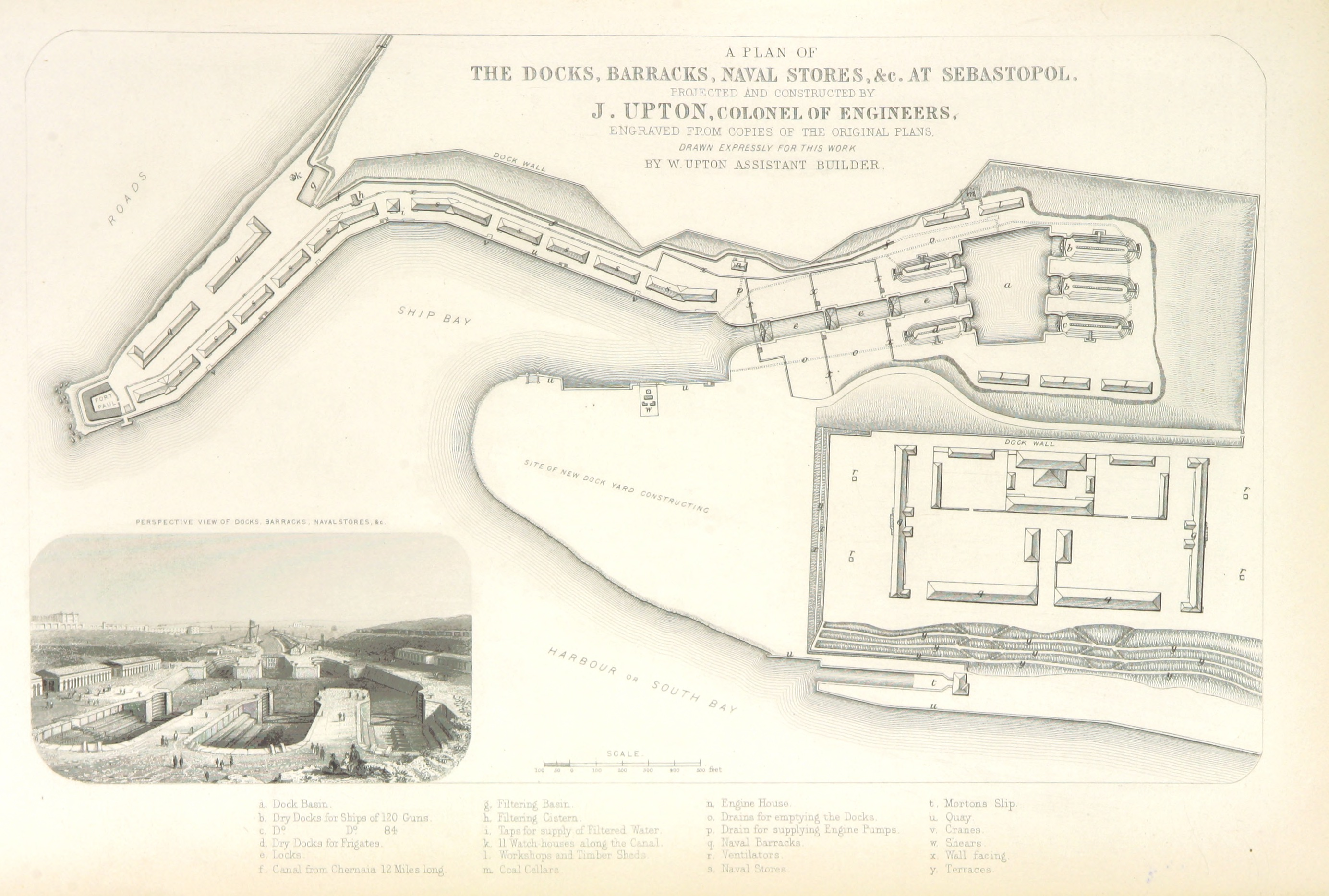
1855.

Перед головним корпусом в 1867 році був відкритий пам'ятник М. П. Лазарєву (скульптор М. С. Піменов).
Казарми використовувалися під час Кримської війни 1853–1856 років. Історія казарм нерозривно пов'язана з історією міста і Чорноморського флоту, про що свідчать меморіальні дошки, встановлені на будівлях.
Наприкінці XIX століття в Лазарєвських казармах було створено навчальний загін Чорноморського флоту, який готував фахівців для суден і частин ЧФ. 19 вересня 1969 року навчальному загону було присвоєно ім'я адмірала П. С. Октябрського.
У 1999–2000 роках основний корпус казарм був реконструйований. З 2000 року в ньому розмістився Чорноморський філіал МДУ імені М. В. Ломоносова. На території казарм побудовано нову будівлю, в якій розміщені гуртожиток, їдальня і клуб університету (архітектор Д. І. Демидов).

## Архітектура
Шість триповерхових казарм облямовують зовнішній контур каре, у вигляді практично замкнутого прямокутника. Один корпус розташований на внутрішній території, інший примикає до каре з південного заходу, як би продовжуючи довгу сторону прямокутника, звернену фасадом до Південної бухти. Враховуючи важливе містоформуюче значення фронту казарм, звернених у бік Корабельної і Південної бухт, автор проекту приділив достатню увагу фасадам корпусів, вирішених у монументальних формах ампірного стилю. Будинки побудовані з блоків інкерманського вапняку. Об'єми будівель по периметру каре повторюють один одного і незначно відрізняються габаритами і деталями.
Внутрішнє планування будівель, в основному коридорного типу, вирішене в стилі раціоналізму. Нижній ярус складають підвальні приміщення, призначені для зберігання необхідних запасів. Зовнішні фасади позбавлені пишної обробки за винятком короткого парапету по кутах дахів (з балюстрадою вздовж центральних фасадів і глухими з торців), пілястр і русту першого ярусу між ними.
Особливе зовнішнє декорування відрізняє центральний корпус казарм: напівротонди південного боку, рустована аркада першого поверху біля центрального входу, масивний фронтон на ризаліті з напівколонами тосканського ордеру, широкі сходинки й рідкі об'єми віконних прорізів.